# Stronnictwo Polskiej Demokracji
Stronnictwo Polskiej Demokracji (SPD) – konspiracyjna organizacja utworzona 4 lipca 1943 r. w wyniku rozłamu w Stronnictwie Demokratycznym. SPD oparło się na działającej w ramach SD Polskiej Organizacji Demokratycznej, opozycyjnej wobec rządu londyńskiego. SPD pozostawało w opozycji wobec Delegatury Rządu i Armii Krajowej, natomiast w lutym 1944 r. weszło w skład Centralizacji Stronnictw Demokratycznych, Socjalistycznych i Syndykalistycznych. Niektórzy działacze opowiadali się za współpracą z Polską Partią Robotniczą, we wrześniu 1944 r. SPD znalazło się w Powstańczym Porozumieniu Demokratycznym. Czołowi działacze Romuald Miller, Teofil Wojeński, Ferdynand Arczyński, Henryk Lukrec. Organ prasowy „Głos Demokracji”.
Młodzieżową strukturą SPD był Ruch Młodej Demokracji, kierowany przez Andrzeja Klimowicza i Leszka Guzickiego. RMD wydawała pismo „Młoda Demokracja”. W marcu 1944 r. nawiązał współpracę ze Związkiem Młodzieży Socjalistycznej i Związkiem Walki Młodych, wchodząc w skład Koła Młodzieży przy Krajowej Radzie Narodowej.

## Literatura
- Wizje Polski. Programy polityczne lat wojny i okupacji 1939-1944, wybór i opracowanie Kazimierz Przybysz, Warszawa 1992, s. 422-423